# Lennoxtown

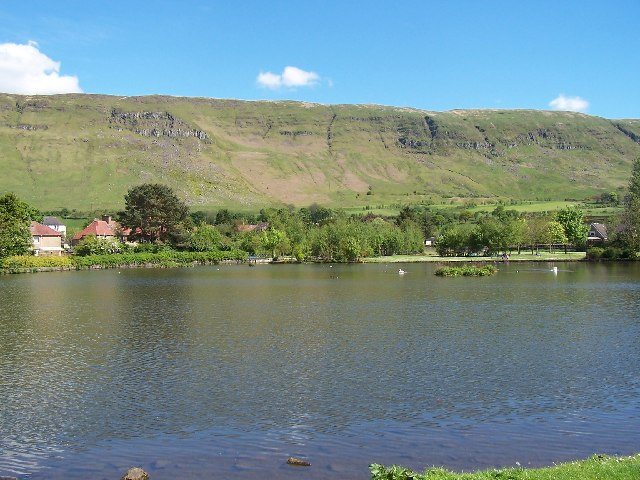

Lennoxtown (gaélique écossais : Baile na Leamhnachd) est une ville du East Dunbartonshire, en Écosse, située au pied des Campsie Fells, qui se trouvent juste au nord.
La ville fait actuellement partie du council area de l'East Dunbartonshire, mais jusqu'en 1975 elle appartenait au comté de Stirling.
En 2007, le Celtic FC, emblématique club de football de Glasgow, y ouvre son centre d'entrainement.